# Le Châtel
 Le Châtel  es una población y antigua comuna francesa, en la región de Auvernia-Ródano-Alpes, departamento de Saboya, en el distrito de Saint-Jean-de-Maurienne y cantón de Saint-Jean-de-Maurienne. En 2019 se fusionó con las comunas de Hermillon y Pontamafrey-Montpascal para formar La Tour-en-Maurienne.

## Demografía
| 227 | 200 | 129 | 108 | 100 | 134 |
| Para los censos de 1962 a 1999 la población legal corresponde a la población sin duplicidades (Fuente: INSEE [Consultar]) |     |     |     |     |     |